# Shinee
Shinee (stilizat ca SHINee) este o formație de băieți din Coreea de Sud formată de SM Entertainment în 2008. Impactul muzical al grupului în țara natală le-a adus numeroase premii și titlul „Princes of K-pop”. Formația este compusă din sud-coreenii Onew, Key, Minho și Taemin. Vocalistul Jonghyun cu toate ca a decedat la data de 18 decembrie 2017 acesta va face mereu parte din formatie.
SHINee a fost promovat de compania lor ca o formație de R&B contemporan, cu scopul de a fi trendsetteri în domeniile muzicii, modei și dansului. Au debutat în mai 2008 cu EP-ul Replay.

## Discografie
- The Shinee World (2008)
- Ring Ding Dong (2009)
- Lucifer (2010)
- The First (2011)
- Dream Girl - The Misconceptions of You (2013)
- Boys Meet U (2013)
- Why So Serious? - The Misconceptions of Me (2013)
- I'm Your Boy (2014)
- Odd (2015)
- D×D×D (2016)
- 1 of 1 (2016)
- Five (2017)
- The Story of Light (2018)